# Liste der Biografien/Vr
Liste der Biografien |
Portal Biografien |
Personensuche
# |
A |
B |
C |
D |
E |
F |
G |
H |
I |
J |
K |
L |
M |
N |
O |
P |
Q |
R |
S |
T |
U |
V |
W |
X |
Y |
Z |
?
 
Va |
Vd |
Ve |
Vh |
Vi |
Vj |
Vl |
Vn |
Vo |
Vr |
Vs |
Vt |
Vu |
Vy
Die Liste der Biografien führt alle Personen auf, die in der deutschsprachigen Wikipedia einen Artikel haben. Dieses ist eine Teilliste mit 317 Einträgen von Personen, deren Namen mit den Buchstaben „Vr“ beginnt.

## Vr

### Vra
- Vraa, Ludwig (* 2005), dänischer Fußballspieler
- Vraalsen, Tom (1936–2021), norwegischer Politiker und Diplomat
- Vrabac, Adin (* 1994), bosnisch-herzegowinischer Basketballspieler
- Vrabcová, Andrea (* 1995), slowakische Fußballspielerin
- Vrabcová-Nývltová, Eva (* 1986), tschechische Skilangläuferin und Langstreckenläuferin
- Vrabec, Karel (* 1984), tschechischer Fußballspieler
- Vrabec, Petr (* 1962), tschechischer Fußballspieler und -trainer
- Vrabec, Roland (* 1974), deutscher Fußballtrainer
- Vrabec, Thomas (* 1966), schweizerisch-tschechischer Eishockeyspieler
- Vrábel, Ibolya (* 1966), ungarische Fußballspielerin
- Vrábel, Martin (* 1955), slowakischer Langstreckenläufer
- Vrabel, Mike (* 1975), US-amerikanischer American-Football-Spieler und -TrainerMike Vrabel (* 1975)

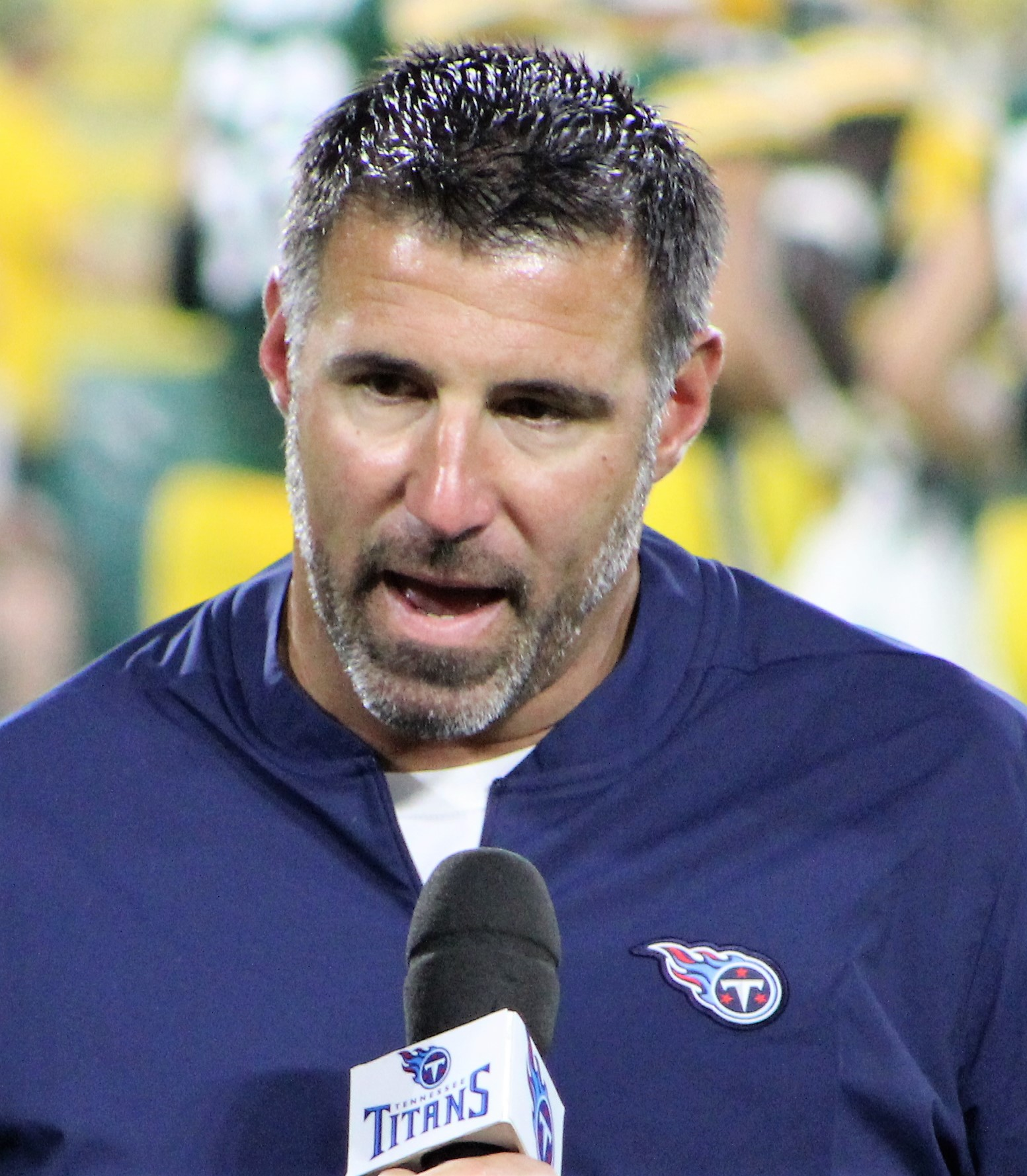
Mike Vrabel (* 1975)

- Vrablec, Štefan (1925–2017), slowakischer, römisch-katholischer Geistlicher und Weihbischof in Bratislava-Trnava
- Vráblík, Jiří (* 1983), tschechischer Tischtennisspieler
- Vráblík, Martin (* 1982), tschechischer Skirennläufer
- Vráblová, Margaréta (* 2005), slowakische Triathletin
- Vračko, Matej (* 1988), slowenischer Fußballspieler
- Vrain-Lucas, Denis (1818–1881), französischer Fälscher
- Vrait, Silvi (1951–2013), estnische Sängerin
- Vramec, Antun (1538–1587), kroatischer Schriftsteller
- Vrana Konti († 1458), Albaner, Freund, Berater und Kommandant SkanderbegsVrana Konti († 1458)

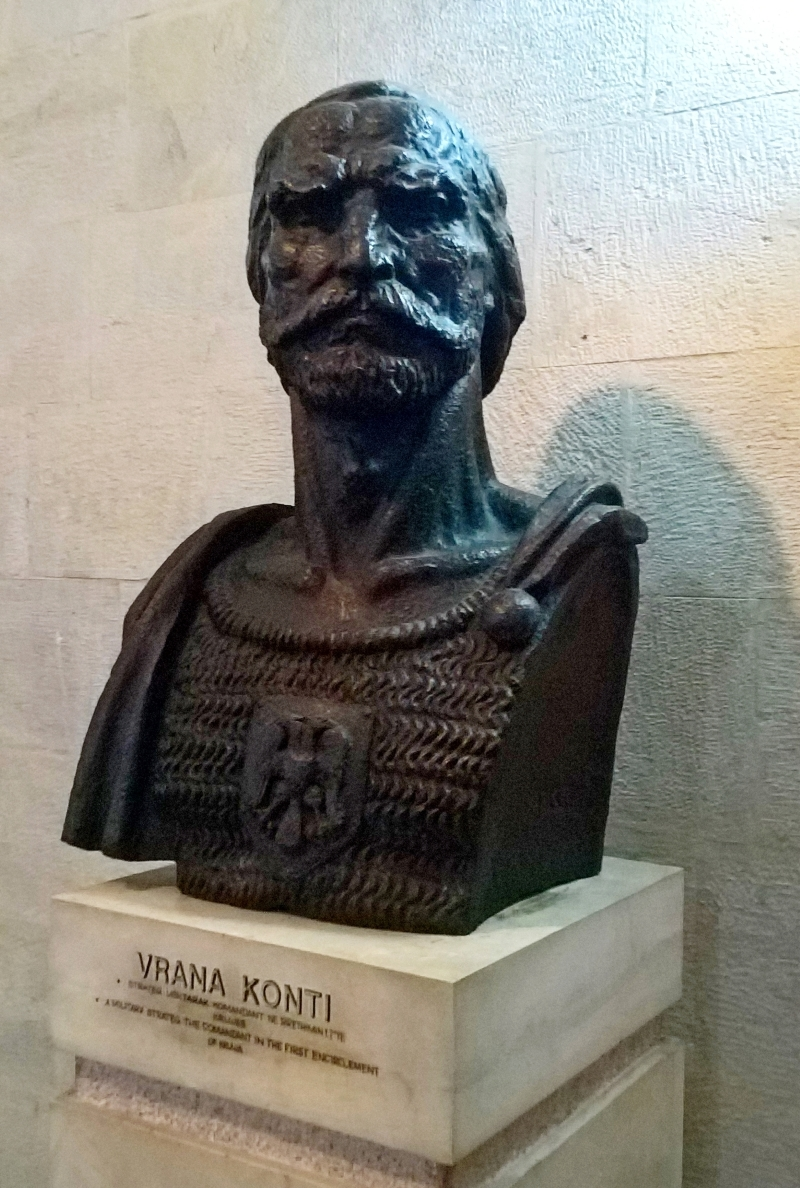
Vrana Konti († 1458)

- Vrána, Jakub (* 1996), tschechischer Eishockeyspieler
- Vrana, Josef (1905–1987), tschechischer Geistlicher und Administrator des Erzbistums Olmütz sowie Titularbischof von Octabia
- Vrana, Kâni (1913–1984), türkischer Richter, Präsident des Verfassungsgerichts der Türkei
- Vrána, Karel (1925–2004), tschechischer katholischer Theologe und Philosoph
- Vrána, Petr (* 1985), tschechischer Eishockeyspieler
- Vrana, Vlasta (* 1950), kanadischer Schauspieler und Synchronsprecher
- Vrana-O’Brien, Anne (1911–2007), amerikanische Sprinterin
- Vrânceanu, Gheorghe (1900–1979), rumänischer Mathematiker
- Vrančić, Antun (1504–1573), Erzbischof von Esztergom, Diplomat
- Vrančić, Damir (* 1985), bosnischer FußballspielerDamir Vrančić (* 1985)

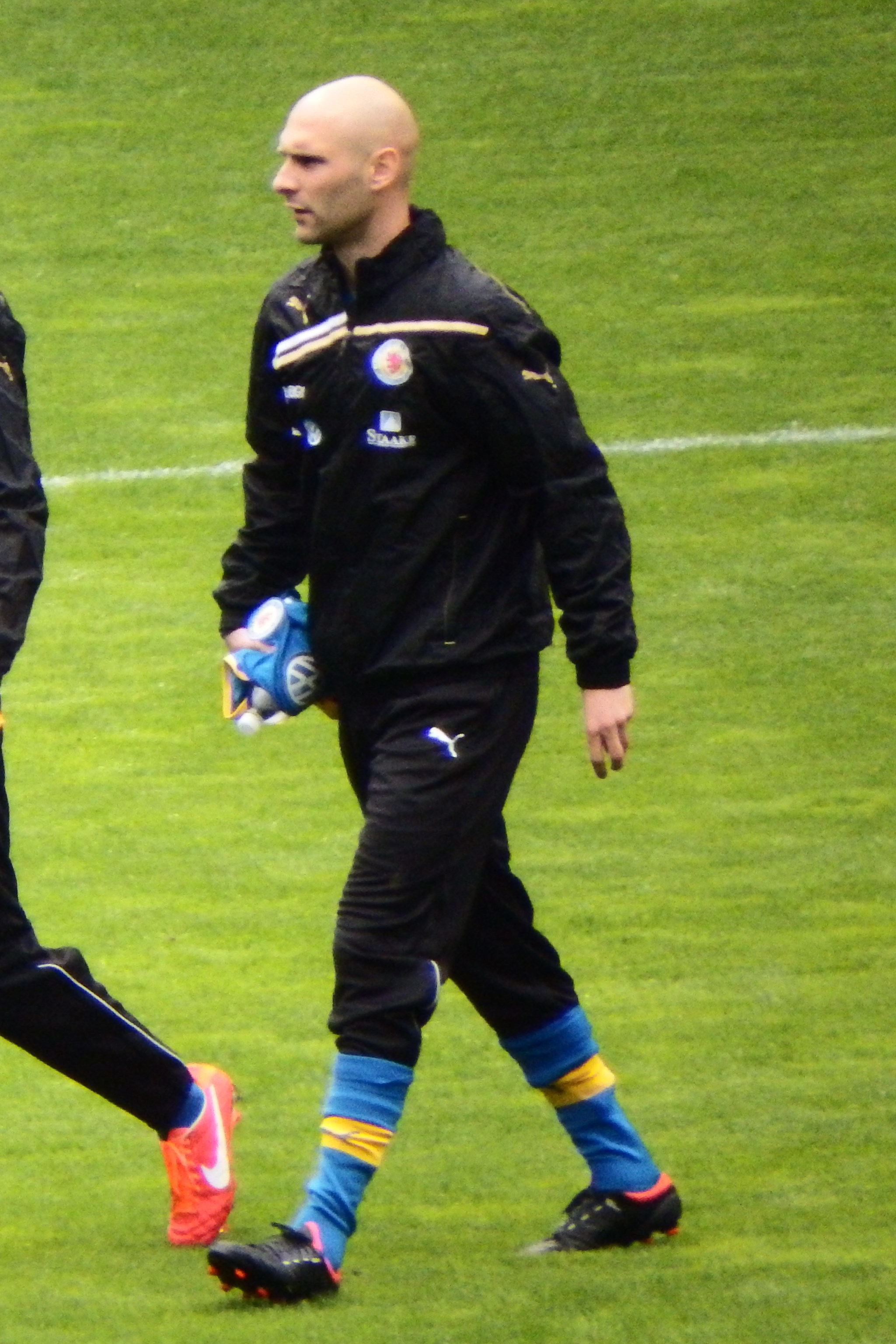
Damir Vrančić (* 1985)

- Vrančić, Mario (* 1989), bosnisch-deutscher Fußballspieler
- Vrancken Peeters, Anouck (* 2003), niederländische Tennisspielerin
- Vrancken, Herman (* 1944), belgischer Radrennfahrer
- Vrancken, Jo (* 1948), niederländischer Radrennfahrer
- Vranckx, Alfons (1907–1979), belgischer Politiker
- Vranckx, Aster (* 2002), belgischer Fußballspieler
- Vranckx, Ernst (* 1966), belgischer Jazzmusiker (Piano, Komposition)
- Vranckx, Shishani (* 1987), namibisch-belgische Musikerin (Gesang, Gitarre, Komposition) und Kulturanthropologin
- Vrancx, Sebastian († 1647), flämischer Maler
- Vrandečić, Denny (* 1978), kroatisch-US-amerikanischer Informatiker
- Vranes, Erich (* 1970), österreichischer Jurist
- Vraneš, Slavko (* 1983), montenegrinischer Basketballspieler
- Vraneš, Vukašin (* 1997), serbischer Fußballspieler
- Vranič, Meta (* 1948), slowenische (früher jugoslawische) Schauspielerin und Malerin
- Vranić, Vladimir (1896–1976), jugoslawischer bzw. kroatischer Mathematiker
- Vraničar, Mateja (* 1965), slowenische Regierungsbeamtin und Politikerin
- Vranicki, Predrag (1922–2002), kroatischer marxistischer Humanist und Mitglied der „Praxis-Gruppe“
- Vranitzky, Franz (* 1937), österreichischer Manager und Politiker (SPÖ), Abgeordneter zum Nationalrat, BundeskanzlerFranz Vranitzky (* 1937)

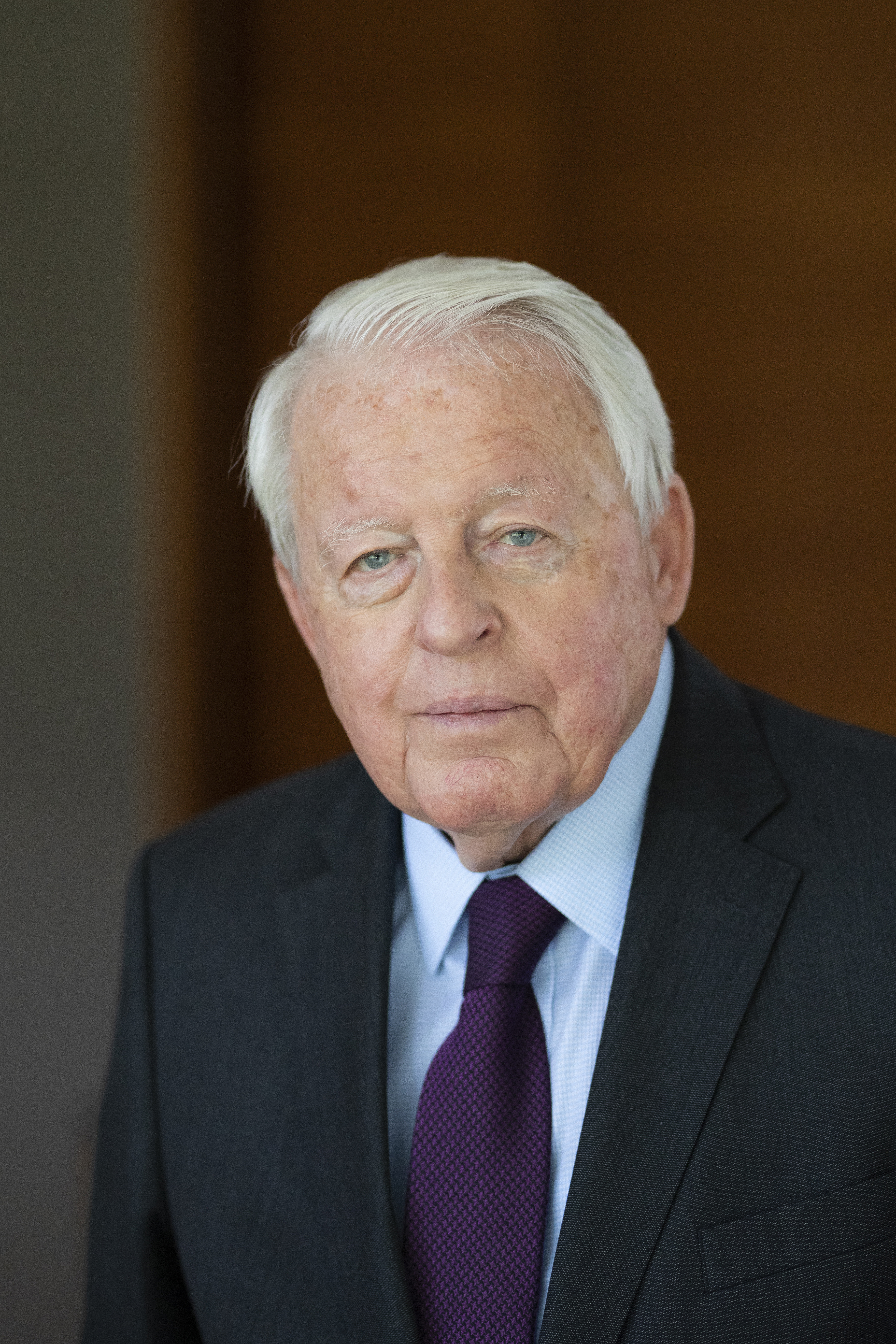
Franz Vranitzky (* 1937)

- Vranješ, Jurica (* 1980), kroatischer Fußballspieler
- Vranjes, Ljubomir (* 1973), schwedischer Handballspieler und -trainer
- Vranješ, Ognjen (* 1989), bosnischer Fußballspieler
- Vranješ, Vladimir (* 1988), bosnisch-herzegowinischer Handballspieler
- Vranjković, Vojislav (* 1983), serbischer Fußballspieler
- Vranken, Paul-François (* 1947), belgischer Champagnerhersteller
- Vrankić, Petar (* 1947), kroatischer katholischer Kirchenhistoriker
- Vranković, Antonio (* 1996), kroatischer Basketballspieler
- Vranković, Jakov (* 1993), kroatischer Handballspieler
- Vranković, Stojko (* 1964), kroatischer Basketballspieler
- Vranoci, Dielli (* 1994), kosovarischer Boxsportler
- Vránová, Gabriela (1939–2018), tschechische Filmschauspielerin, Synchronsprecherin und Lehrerin am Theater
- Vraný, Václav (* 1982), tschechischer Handballspieler
- Vrasivanopoulos, Alexandros (* 1890), griechischer Sportschütze
- Vratanja, Simeon († 1630), Bischof von Križevci (griechisch-katholische Kirche)
- Vratil, Miroslav (* 1920), englischer Fußballspieler
- Vratislav, Fürst von Mähren
- Vratislav I. († 921), Herzog von Böhmen aus dem Geschlecht der Přemysliden und der Vater des Heiligen Wenzel
- Vratislav II. († 1092), Herzog von BöhmenVratislav II. († 1092)

Vratislav II. († 1092)

- Vratislav von Brünn, Herzog von Brünn
- Vratislav von Pernstein († 1496), mährisch-böhmischer Adliger
- Vratislav von Pernstein (1530–1582), böhmischer Adliger und Oberstkanzler von Böhmen
- Vratuša, Anton (1915–2017), jugoslawischer Politiker und Diplomat
- Vrau, Philibert (1829–1905), französischer Industrieller und katholischer Mäzen, Organisator des ersten Internationalen Eucharistischen Kongresses
- Vrauwdeunt, Manus (1915–1982), niederländischer Fußballspieler
- Vráz, Enrique Stanko (1860–1932), tschechischer Forschungsreisender
- Vraz, Stanko (1810–1851), Dichter
- Vražalić, Faruk (* 1990), bosnisch-herzegowinischer Handballspieler

### Vrb
- Vrba, Elisabeth (1942–2025), südafrikanisch-US-amerikanische Paläontologin
- Vrba, Ivan (* 1977), tschechischer Bahnradsportler
- Vrba, Jan (* 1982), tschechischer Bobfahrer
- Vrba, Jaromír (1920–1950), tschechischer Partisan
- Vrba, Pavel (* 1963), tschechoslowakischer bzw. tschechischer Fußballspieler und -trainer
- Vrba, Rudolf (1860–1939), tschechoslowakischer Priester und Journalist
- Vrba, Rudolf (1924–2006), slowakischer Pharmakologe, Zeitzeuge KZ Auschwitz
- Vrbata, Radim (* 1981), tschechischer Eishockeyspieler
- Vrbenský, Michael (* 1999), tschechischer Tennisspieler
- Vrbičić, Renato (1970–2018), kroatischer Wasserballspieler
- Vrbková, Eva (* 1976), tschechische Schauspielerin

### Vrc
- Vrčak (* 1980), nordmazedonischer Rapper, Hip-Hop-, Pop-Sänger und Songwriter
- Vrchlický, Jaroslav (1853–1912), tschechischer Dichter und Übersetzer
- Vrcic, Bruno (* 2000), deutscher Basketballspieler

### Vrd
- Vrdoljak, Ivana (* 1994), kroatische Fußballspielerin
- Vrdoljak, Maro (* 2004), kroatischer Fußballspieler
- Vrdoljak, Zdeslav (* 1971), kroatischer Wasserballspieler

### Vre
- Vrebac, Sanjin (* 2000), österreichischer Fußballspieler
- Vrecer, Max (1951–2010), österreichischer Filmgestalter
- Vrečer, Robert (* 1980), slowenischer Radrennfahrer
- Vrecionová, Veronika (* 1965), tschechische Politikerin (ODS), MdEP
- Vrećo, Božo (* 1983), bosnische singende Person
- Vredelant, Hinricus de, Ratssekretär der Hansestadt Lübeck
- Vredeling, Henk (1924–2007), niederländischer Agrarwissenschaftler und Politiker (PvdA), MdEP
- Vredeman de Vries, Hans (1527–1609), niederländischer Renaissance-Maler
- Vreden, Romy (* 1994), niederländische Schauspielerin
- Vreden, Tanja (* 1977), deutsche Fußballspielerin
- Vreden, Werner (1924–1990), deutscher Bauingenieur
- Vree, Tom de (* 1939), niederländischer Musikpädagoge, Dirigent und Komponist
- Vreede, Albert Cornelis (1840–1908), niederländischer Indologe
- Vreede, Cornelis (* 1908), niederländischer Diplomat
- Vreede, Elisabeth (1879–1943), niederländische Mathematikerin und Anthroposophin
- Vreede, George Willem (1809–1880), niederländischer Rechtswissenschaftler und Rechtshistoriker
- Vreede, Jan (1900–1989), niederländischer Segler
- Vreeken, Corry (1928–2025), niederländische Schachspielerin
- Vreeken, Gerrit (1923–2013), niederländischer Fußballspieler
- Vreeland, Albert L. (1901–1975), US-amerikanischer Politiker
- Vreeland, Diana (1903–1989), US-amerikanische Modeschöpferin, Kritikerin und RedakteurinDiana Vreeland (1903–1989)

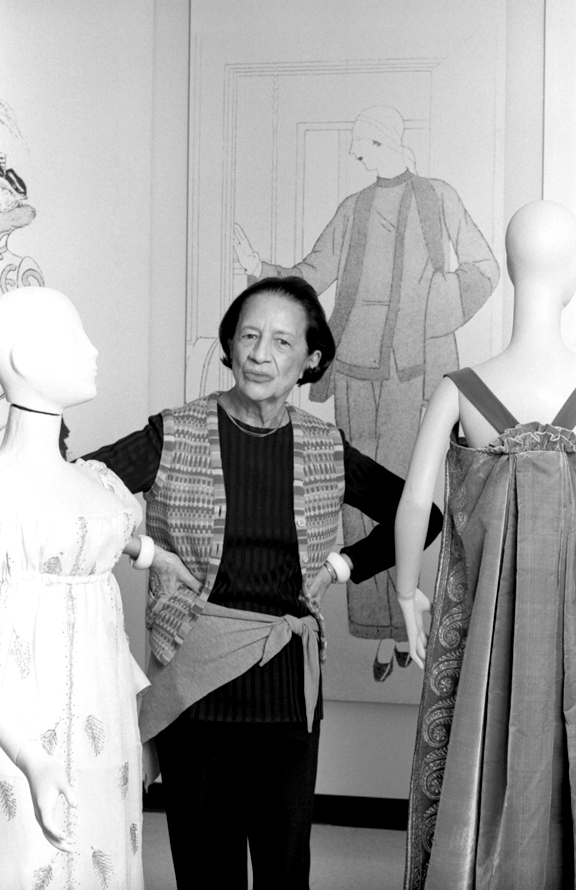
Diana Vreeland (1903–1989)

- Vreeland, Edward B. (1856–1936), US-amerikanischer Politiker
- Vreeland, Keith († 2018), US-amerikanischer Jazzmusiker und Hochschullehrer
- Vreeland, Shannon (* 1991), US-amerikanische Schwimmerin
- Vreeswijk, Cornelis (1937–1987), niederländisch-schwedischer Troubadour, Komponist und Dichter
- Vreijsen, Martien (* 1955), niederländischer Fußballspieler
- Vrel, Jacobus, Maler
- Vrelant, Willem, niederländischer Maler und Illustrator
- Vreman, Ivan (1583–1620), kroatischer katholischer Theologe, Jesuit, Astronom, Physiker, Mathematiker, Missionar und Übersetzer
- Vrenezi, Albion (* 1993), kosovarischer Fußballspieler
- Vreng, Frans de (1898–1974), niederländischer Radrennfahrer
- Vrenna, Chris (* 1967), US-amerikanischer Musikproduzent, Schlagzeuger und Toningenieur
- Vřesovic, Jakoubek z, mährischer Adeliger, Heerführer und Diplomat
- Vreta, Katarina (* 2002), serbische Leichtathletin
- Vrethammar, Sylvia (* 1945), schwedische SängerinSylvia Vrethammar (* 1945)

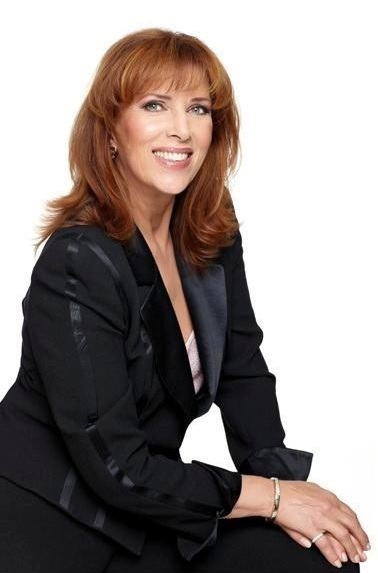
Sylvia Vrethammar (* 1945)

- Vretska, Helmuth (1935–1993), österreichischer Altphilologe
- Vretska, Karl (1900–1983), österreichischer Altphilologe
- Vrettakos, Nikiforos (1912–1991), griechischer Schriftsteller, vornehmlich Lyriker
- Vrettos, Ioannis, griechischer Leichtathlet
- Vreugdenhil, Stefan (* 1989), niederländischer Straßenradrennfahrer
- Vreuls, Victor (1876–1944), belgischer Komponist und Dirigent
- Vreven, Alfred (1937–2000), belgischer Politiker und Notar
- Vreven, Stijn (* 1973), belgischer Fußballspieler und -trainer

### Vrh
- Vrhovac, Maksimilijan (1752–1827), kroatischer Geistlicher und Politiker, Bischof von Zagreb
- Vrhovec, Janez (1921–1997), serbischer Schauspieler
- Vrhovec, Josip (1926–2006), jugoslawischer Politiker und Journalist
- Vrhovnik, Blaž (* 1981), slowenischer Skispringer
- Vrhovnik, Matjaž (* 1972), slowenischer Skirennläufer
- Vrhovnik, Vid (* 1999), slowenischer Nordischer Kombinierer

### Vri
- Vričić Hausmann, Sibylla (* 1979), deutsche Lyrikerin und Schriftstellerin
- Vriemoet, Emo Lucius (1699–1760), deutscher reformierter Theologe und Orientalist
- Vriend, Ann, kanadische Singer-Songwriterin sowie Pianistin
- Vrière, Adolphe de (1806–1885), belgischer Politiker und Diplomat
- Vries Czn., Simon de (1869–1961), niederländischer Politiker
- Vries de Heekelingen, Herman de (1880–1942), niederländisch-schweizerischer antisemitischer Publizist
- Vries Lentsch, Gerard de (1883–1973), niederländischer Segler
- Vries Lentsch, Willem de (1886–1980), niederländischer Segler
- Vries, Abraham de, niederländischer Maler und Zeichner
- Vries, Adriaen de, niederländischer Bildhauer
- Vries, Adrie de (* 1969), niederländischer Jockey
- Vries, Alida de (1914–2007), niederländische Sprinterin
- Vries, Anne de (1904–1964), niederländischer Schriftsteller
- Vries, Arend de (* 1954), deutscher evangelischer Theologe
- Vries, Auke de (* 1937), niederländischer Bildhauer und Grafiker
- Vries, Axel de (1892–1963), deutscher Politiker (FDP), Mitglied des Riigikogu, MdB
- Vries, Berend de (1883–1959), ostfriesischer Autor
- Vries, Bert de (* 1938), niederländischer Politiker
- Vries, Bob de (* 1984), niederländischer Eisschnellläufer
- Vries, Casper de (* 1964), südafrikanischer Komiker und Schauspieler
- Vries, Chris de (1939–2017), niederländischer Fußballspieler
- Vries, Christoph de (* 1974), deutscher Politiker (CDU), MdBChristoph de Vries (* 1974)

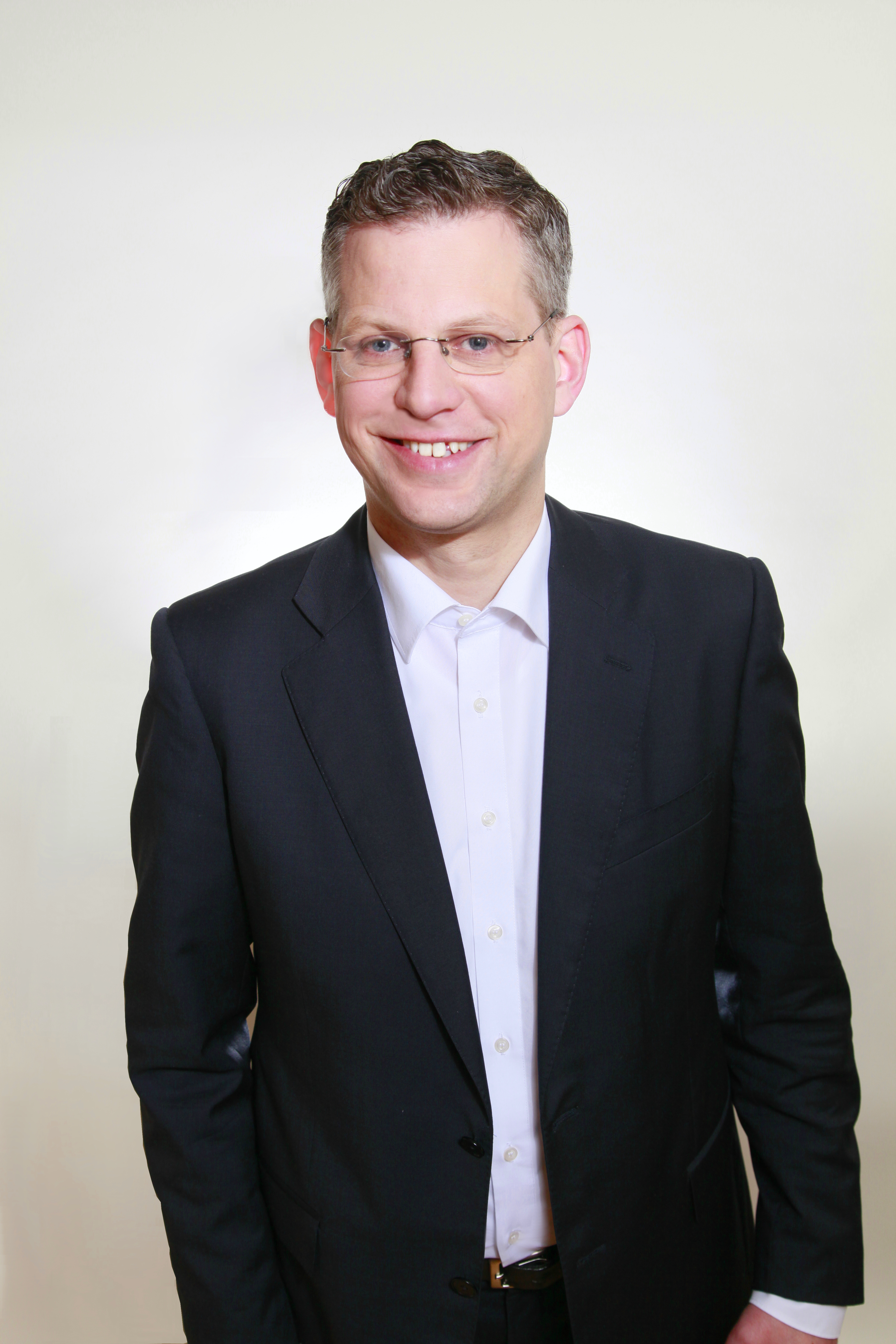
Christoph de Vries (* 1974)

- Vries, Clara de (1915–1942), niederländische Jazz-Trompeterin
- Vries, Cor de (1926–2010), niederländischer Politiker
- Vries, Didi de (* 1997), niederländische Radrennfahrerin
- Vries, Dorien de (* 1965), niederländische Windsurferin
- Vries, Dorus de (* 1980), niederländischer Fußballtorhüter
- Vries, Douwe de (* 1982), niederländischer Eisschnellläufer
- Vries, Edwin de (* 1950), niederländischer Schauspieler, Drehbuchautor, Regisseur und Filmproduzent
- Vries, Elma de (* 1983), niederländische Eisschnellläuferin und Inline-Speedskaterin
- Vries, Erna de (1923–2021), deutsche Holocaust-Überlebende und -ZeuginErna de Vries (1923–2021)

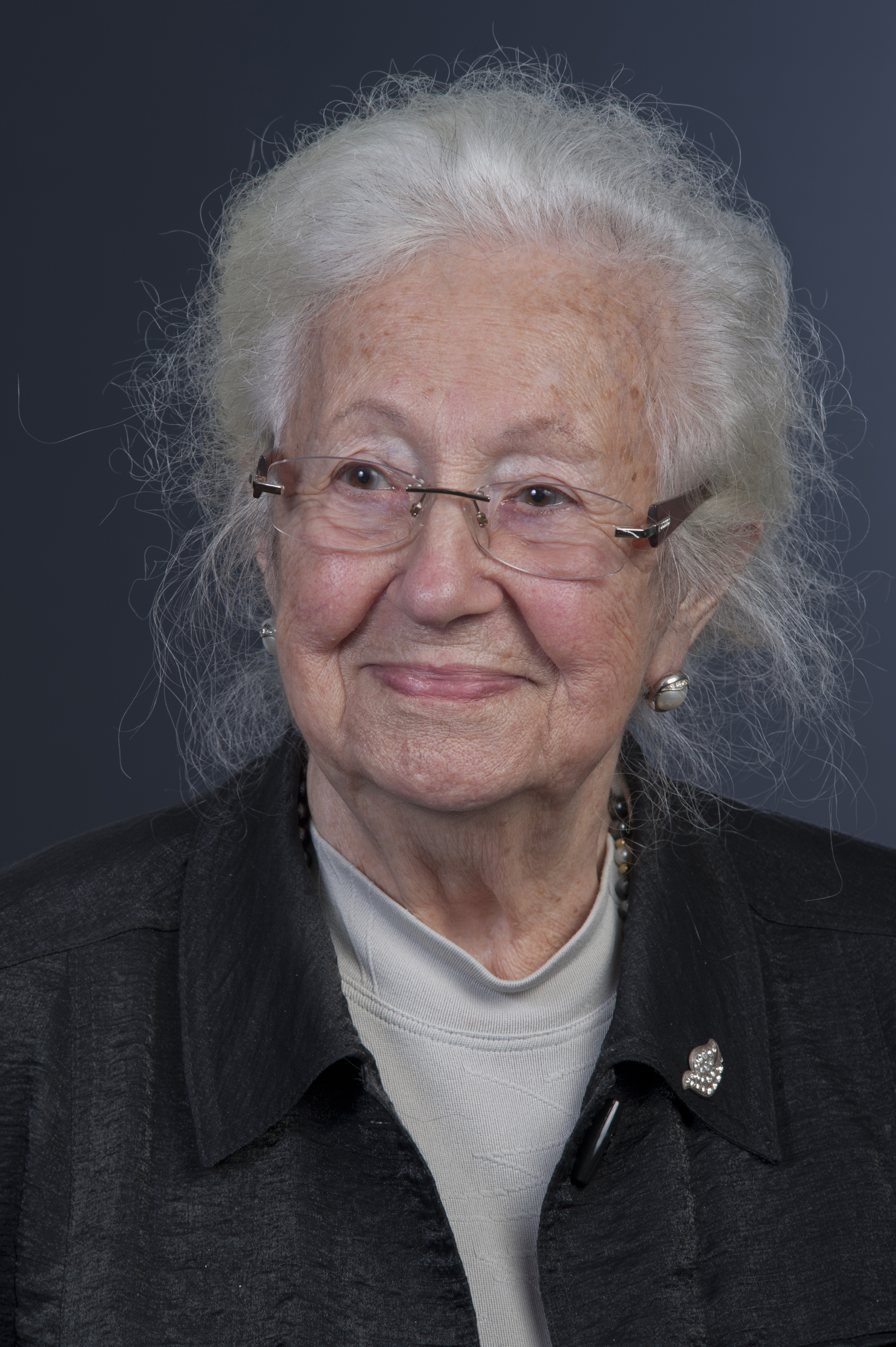
Erna de Vries (1923–2021)

- Vries, Friedo de (* 1964), deutscher Polizeibeamter, Präsident des Landeskriminalamtes Niedersachsen
- Vries, Georg de (1898–1960), deutscher Politiker (SPD), MdL
- Vries, Gerard de (* 1969), niederländischer Fußballspieler und Trainer
- Vries, Gerardus de (1648–1705), niederländischer Philosoph und reformierter Theologe
- Vries, Gernot de (1925–2012), deutscher evangelischer Pastor und niederdeutscher Autor
- Vries, Gerrit de (1818–1900), niederländischer Staatsmann
- Vries, Gerrit de (* 1967), niederländischer Radrennfahrer
- Vries, Gerrit Jacob de (1905–1990), niederländischer Altphilologe und Philosophiehistoriker
- Vries, Gijs de (* 1956), niederländischer Politiker (VVD), MdEP
- Vries, Greg de (* 1973), kanadischer Eishockeyspieler
- Vries, Gustav de (1866–1934), niederländischer Mathematiker
- Vries, Hendrik de (1867–1954), niederländischer Mathematiker
- Vries, Hendrik de (1896–1989), niederländischer Dichter und Grafiker
- Vries, Henri de (1864–1949), niederländischer Theater- und Filmschauspieler, Bühnenregisseur und Theaterleiter
- Vries, Herman de (* 1931), niederländischer KünstlerHerman de Vries (* 1931)

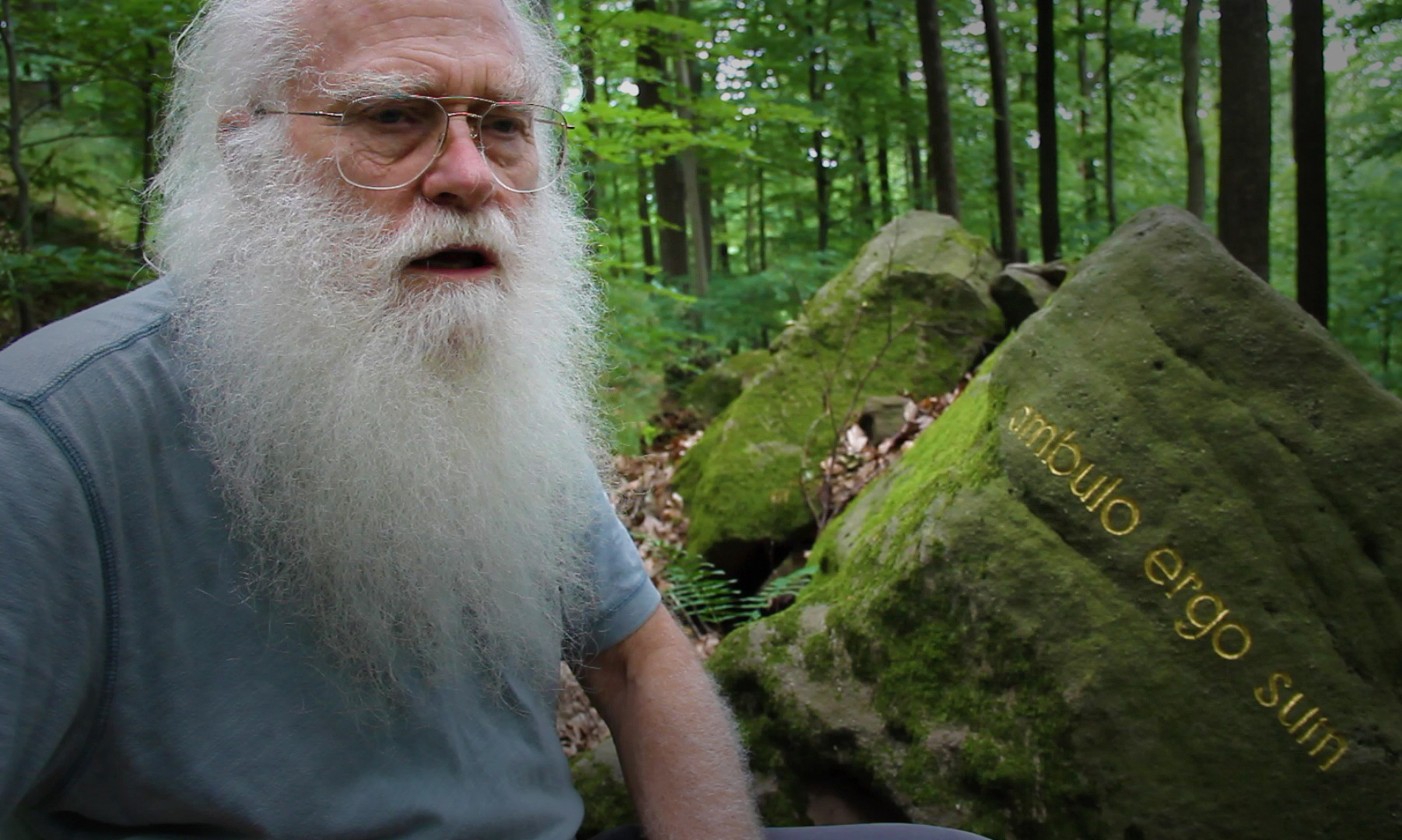
Herman de Vries (* 1931)

- Vries, Hessel de (1916–1959), niederländischer Biophysiker
- Vries, Hugo de (1848–1935), niederländischer Biologe
- Vries, Jack de (1906–1976), niederländischer Jazzposaunist
- Vries, Jan de (1858–1940), niederländischer Mathematiker
- Vries, Jan de (1890–1964), niederländischer Germanist, Skandinavist und Religionswissenschaftler
- Vries, Jan de (1896–1939), niederländischer Sprinter
- Vries, Jan De (* 1943), US-amerikanischer Wirtschaftshistoriker
- Vries, Jan de (1944–2021), niederländischer Motorradrennfahrer
- Vries, Jan de (* 1982), niederländischer Fußballschiedsrichterassistent
- Vries, Jan Egbert de (* 1944), niederländischer Mediziner und Immunologe sowie Träger der Wilhelm-Exner-Medaille
- Vries, Janneke de (* 1968), deutsche Kunsthistorikerin und Kuratorin
- Vries, Johannes Lukas de (1939–2001), südafrikanischer Präses der Evangelisch-Lutherischen Kirche in Südwestafrika (ELK/SWA)
- Vries, Josef de (1898–1989), deutscher Jesuit, Philosoph und Hochschullehrer
- Vries, Jouke de (* 1960), niederländischer Politiker
- Vries, Katrin de (* 1959), deutsche Schriftstellerin
- Vries, Kees de (* 1955), deutsch-niederländischer Politiker (CDU), MdB
- Vries, Klaas de (* 1944), niederländischer Komponist
- Vries, Leo de (1932–1994), niederländischer Bildhauer
- Vries, Lianne de (* 1990), niederländische Fußballspielerin
- Vries, Linda de (* 1988), niederländische Eisschnellläuferin
- Vries, Louis de (1905–1935), niederländischer Jazztrompeter
- Vries, Maarten Gerritszoon de (1589–1647), niederländischer Seefahrer und Entdecker
- Vries, Marius de (* 1961), britischer Filmkomponist
- Vries, Mark de (* 1975), niederländischer Fußballspieler
- Vries, Martin de (* 1968), deutscher Songwriter und Musikproduzent
- Vries, Matthias de (1820–1892), niederländischer Historiker und Literaturwissenschaftler
- Vries, Meta de (1941–2011), niederländischer Hörfunkmoderatorin und Sängerin
- Vries, Mike de (* 1958), deutscher Manager
- Vries, Miranda de (* 1970), niederländische Politikwissenschaftlerin, Politikerin (PvdA) und Verwaltungsrätin
- Vries, Nathalie de (* 1965), niederländische Architektin
- Vries, Nico de (* 1961), niederländischer Schauspieler
- Vries, Nina de (* 1961), niederländische Sexualassistentin
- Vries, Nyck de (* 1995), niederländischer AutomobilrennfahrerNyck de Vries (* 1995)

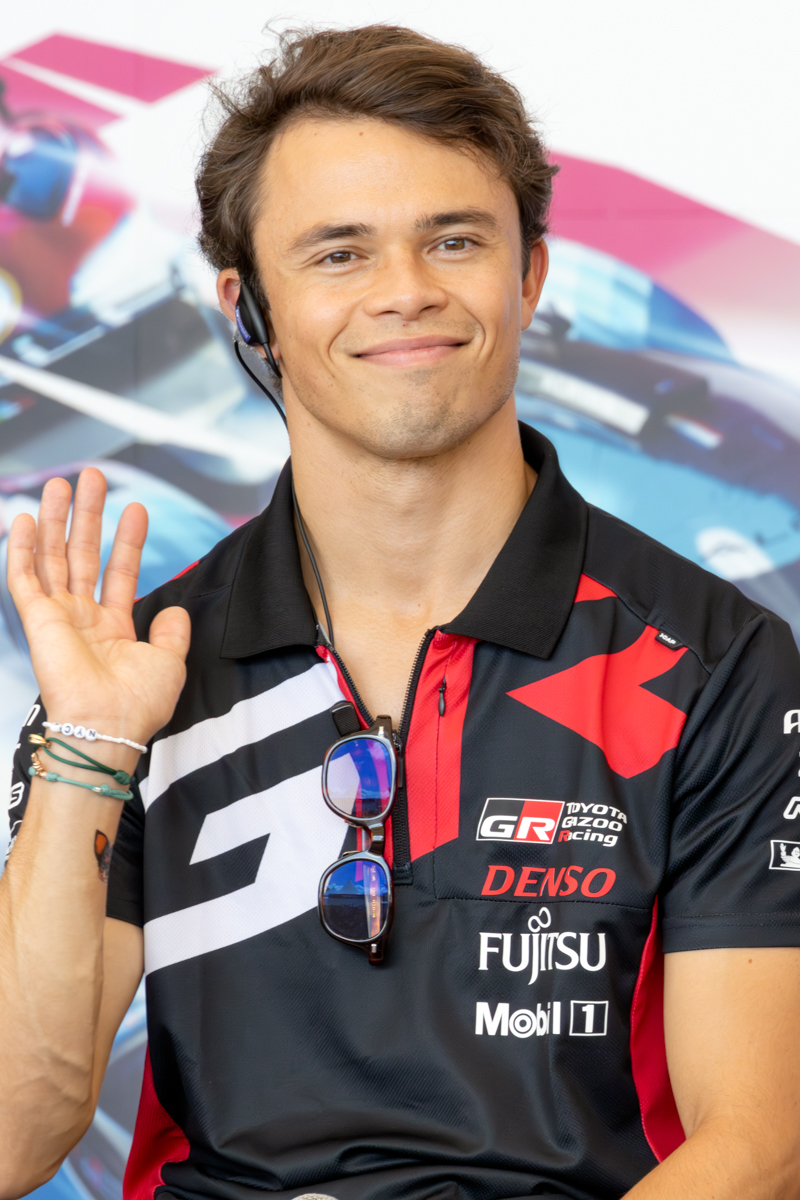
Nyck de Vries (* 1995)

- Vries, Peter R. de (1956–2021), niederländischer Journalist
- Vries, Rianne de (* 1990), niederländische Shorttrackerin
- Vries, Ruan de (* 1986), südafrikanischer Hürdenläufer
- Vries, Sarissa De (* 1989), niederländische Triathletin
- Vries, Sherwin (* 1980), namibisch-südafrikanischer Leichtathlet
- Vries, Sietze de (* 1973), niederländischer Organist, Kirchenmusiker und Hochschullehrer
- Vries, Simon de (1870–1944), niederländischer Rabbiner und Hebraist
- Vries, Theun de (1907–2005), niederländischer Schriftsteller, Dichter und Politiker
- Vries, Virgil (* 1991), namibischer Fußballspieler
- Vries, Walter de (* 1965), niederländischer Geodät
- Vries, Wilhelm de (1904–1997), deutscher Theologe und Kirchenhistoriker
- Vries, Wim de (* 1970), niederländischer Jazzschlagzeuger
- Vries-de Boer, Sophie de (1882–1944), niederländische Schauspielerin
- Vriesde, Anton (* 1968), niederländischer Fußballspieler
- Vriesde, Letitia (* 1964), surinamische Mittelstreckenläuferin
- Vriese, Heinrich († 1476), Priester und Generalvikar in Köln
- Vriese, Willem Hendrik de (1806–1862), niederländischer Mediziner und Botaniker
- Vriesekoop, Bettine (* 1961), niederländische Tischtennisspielerin
- Vriesen, Gustav (1912–1960), deutscher Kunsthistoriker
- Vrieslander, John Jack (1879–1957), deutscher Grafiker und Buchillustrator
- Vrieslander, Klaus (1909–1944), deutscher Maler
- Vrieslander, Klaus (1940–2019), deutscher Bildhauer, Porträtist, Zeichner und Künstler
- Vrieswijk, Amado (* 1996), bonairischer Windsurfer
- Vrignaud, Léon Émile Marie Prosper Jacques (1904–1979), französischer Politiker
- Vrigny, Roger (1920–1997), französischer Schriftsteller
- Vrij, Johan Eliza de (1813–1898), niederländischer Chemiker und Pharmakologe
- Vrij, Stefan de (* 1992), niederländischer Fußballspieler
- Vrijberghe de Coningh, Coen van (1950–1997), niederländischer Schauspieler und MusikerCoen van Vrijberghe de Coningh (1950–1997)

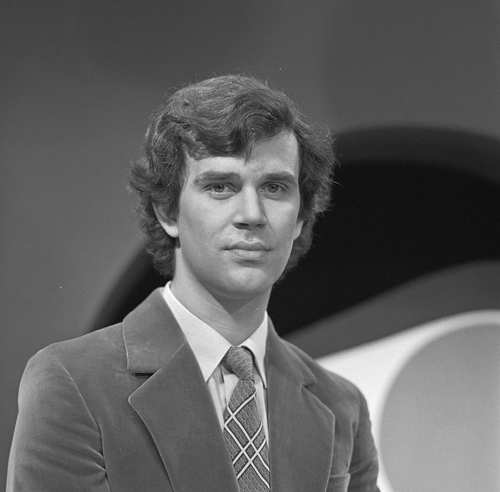
Coen van Vrijberghe de Coningh (1950–1997)

- Vrijders, Herman (1946–2022), belgischer Radrennfahrer
- Vrijhoef, Wim (* 1952), niederländischer Politiker (Democraten66)
- Vrijlandt, Frits (* 1967), niederländischer Bergsteiger
- Vrijmoed, Maurice (* 1988), niederländischer Bahn- und Straßenradrennfahrer
- Vrinat, Jean-Claude (1936–2008), französischer Koch und Unternehmer
- Vrînceanu, Ioana (* 1994), rumänische Ruderin
- Vring, Georg von der (1889–1968), deutscher Schriftsteller und Maler
- Vring, Therese von der (1894–1927), deutsche Malerin des Expressionismus
- Vring, Thomas von der (* 1937), deutscher Historiker, Hochschullehrer und Politiker (SPD), MdEP
- Vrints von Treuenfeld, Carl (1765–1852), kaiserlicher Postmeister in Bremen, Oberpostmeister für Thurn und Taxis
- Vrints von Treuenfeld, Johann Gerhard (1611–1685), Kaiserlicher Postmeister und kaiserlicher Rat
- Vrints von Treuenfeld, Konrad Alexander (1707–1780), kaiserlicher Postmeister und Resident in Bremen
- Vrints von Treuenfeld, Theobald Max Heinrich (1734–1812), kaiserlicher Postmeister und Resident in Bremen sowie Reichshofrat
- Vrints zu Falkenstein, Maximilian von (1802–1896), österreichischer Großgrundbesitzer und Diplomat
- Vrioni, Giacomo (* 1998), albanischer Fußballspieler
- Vrioni, Iliaz (1882–1932), Ministerpräsident und Außenminister Albaniens
- Vrioni, Jusuf (1916–2001), albanischer Diplomat und Übersetzer
- Vritze, Johannes († 1408), deutscher Jurist, Ratssekretär der Hansestadt Lübeck, Hamburger Domherr
- Vritzen, Heinrich, Laienbruder

### Vrk
- Vrkas, Leo (* 1991), deutscher Basketballspieler
- Vrkljan, Irena (1930–2021), jugoslawisch- bzw. kroatisch-deutsche Schriftstellerin und Übersetzerin

### Vrl
- Vrlić, Josip (* 1986), kroatischer Wasserballspieler
- Vrljić, Ana (* 1984), kroatische Tennisspielerin

### Vro
- Vroede, Francois de (1641–1706), holländischer Patrizier, Bürgermeister von Amsterdam
- Vroedt, Eric de (* 1972), niederländischer Regisseur, Autor, Schauspieler und Theaterkünstler
- Vroegh, Patrick (* 1999), niederländischer Fußballspieler
- Vroemans, Nils (* 1988), belgischer Eishockeyspieler
- Vroemen, Eugen Joseph Frans (1910–1992), niederländischer römisch-katholischer Ordensgeistlicher und Bischof von Chikwawa
- Vroemen, Simon (* 1969), niederländischer Hindernisläufer
- Vroet, Arie de (1918–1999), niederländischer Fußballspieler und -trainer
- Vrolijk, Jan (1845–1894), niederländischer Tier- und Landschaftsmaler, Aquarellist und Radierer
- Vrolijk, Maarten (1919–1994), niederländischer Politiker (PvdA), Journalist und Dichter
- Vrolijk, Rolf (* 1946), niederländischer Yachtkonstrukteur
- Vrolijk, Ton, niederländischer Bahnradsportler
- Vrolik, Gerardus (1775–1859), niederländischer Mediziner und Botaniker
- Vrolik, Willem (1801–1863), holländischer Anatom und Pathologe
- Vroman, Adam Clark (1856–1916), amerikanischer Fotograf und Buchhändler
- Vroman, Leo (1915–2014), niederländisch-US-amerikanischer Hämatologe und Schriftsteller
- Vromant, Ewoud (* 1984), belgischer Straßen- und Bahnradfahrer
- Vromen, Ariadne, australische Politikwissenschaftlerin
- Vromen, Ariel (* 1973), israelischer Regisseur, Drehbuchautor und Produzent
- Vrønning Dam, Helle (* 1962), dänische Sprachwissenschaftlerin
- Vrontinos, Theodoros (* 2001), griechischer Sprinter
- Vroom, Cornelis († 1661), niederländischer Maler
- Vroom, Hendrick Cornelisz. († 1640), niederländischer Maler und Zeichner
- Vroom, Jan de (1927–2004), niederländischer Automobilrennfahrer
- Vroom, Peter Dumont (1791–1873), US-amerikanischer Politiker
- Vroom, Victor Harold (1932–2023), kanadischer Wirtschaftspsychologe
- Vroome, Indy de (* 1996), niederländische Tennisspielerin
- Vroutsis, Giannis (* 1963), griechischer Politiker
- Vroye, Amédée de (1832–1918), französischer Flötist

### Vrs
- Vršajević, Avdija (* 1986), bosnischer Fußballspieler
- Vrsaljko, Šime (* 1992), kroatischer FußballspielerŠime Vrsaljko (* 1992)

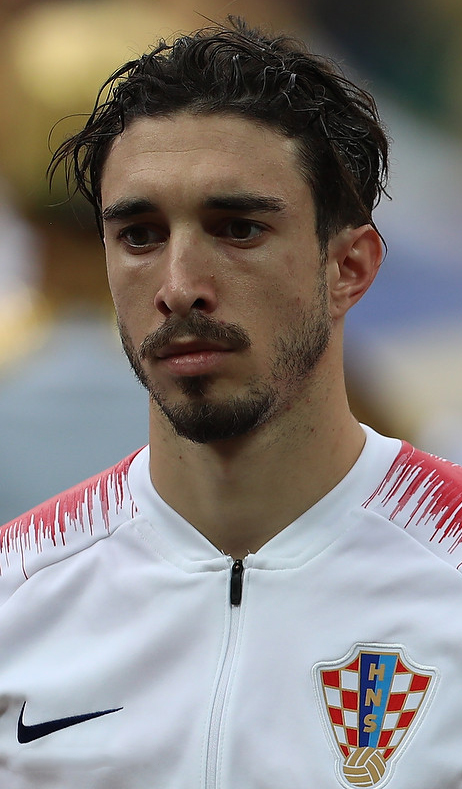
Šime Vrsaljko (* 1992)

- Vršatová, Sara (* 1996), tschechische Fußballspielerin
- Vršič, Dare (* 1984), slowenischer Fußballspieler
- Vršovský, František (1933–2022), tschechoslowakischer Kanute
- Vršťala, Jiří (1920–1999), tschechoslowakischer Schauspieler und Schriftsteller

### Vru
- Vrublevskis, Tadas (1858–1925), litauischer Rechtsanwalt und Mäzen
- Vrubliauskas, Algirdas (* 1966), litauischer Politiker
- Vručina, Bojan (* 1984), kroatischer Fußballspieler
- Vrugt, Willem (1715–1766), niederländischer Seekommandant und Hafenmeister von Kapstadt

### Vry
- Vrydagh, Jean-Marie (1905–1962), belgischer Entomologe
- Vryzakis, Theodoros (1814–1878), griechisch-deutscher Maler
- Vryzas, Zisis (* 1973), griechischer Fußballspieler

### Vrz
- Vrzalová, Simona (* 1988), tschechische Mittel- und Langstreckenläuferin
- Vrzáňová, Alena (1931–2015), tschechoslowakische Eiskunstläuferin
- Vržogić, David (* 1989), deutscher Fußballspieler